# Dobârceni
Dobârceni é uma comuna romena localizada no distrito de Botoşani, na região de Moldávia . A comuna possui uma área de 57.64 km² e sua população era de 2867 habitantes segundo o censo de 2007.